# Nils Rubens
Nils Rubens, född 1632 i Vittaryds prästgård, Småland, död 1689, var en svensk språklärd.
Rubens blev student vid Uppsala universitet och sedan handledare för en ung baron Soop, med vilken han 1662 lämnade Sverige. Åren 1679-85 vistades han i Paris och sökte vinna befordran vid något av de svenska universiteten. En honom erbjuden juridisk professur i Åbo ansåg han sig dock ej vuxen. Omsider återkom han, 1687 utnämnd till censor librorum, ett nyinrättat ämbete, för vilket 1688 instruktion utfärdades. Under sina mångåriga resor hade Rubens besökt nästan alla europeiska länder, talade och skrev en mängd språk samt ansågs förstå alla dylika med någon märkligare litteratur.